# Wrócikowo
Wrócikowo (niem. Robertshof) – osada w Polsce położona w województwie warmińsko-mazurskim, w powiecie olsztyńskim, w gminie Barczewo. Osada znajduje się w historycznym regionie Warmia.
Siedziba sołectwa. W latach 1975–1998 miejscowość administracyjnie należała do województwa olsztyńskiego.